# Shipley (West Yorkshire)
Shipley è una cittadina di 28.487 abitanti della contea del West Yorkshire, in Inghilterra.